# Al-Shaheen
Al-Shaheen ((ar) حقل الشاهين, faucon pèlerin) est un gisement de pétrole offshore qatari.

## Caractéristiques
Le gisement se situe au nord de la péninsule qatari, en mer. Géologiquement parlant, le pétrole est logé dans plusieurs strates distinctes datant du crétacé inférieur. La perméabilité du réservoir est faible, et il est très fragmenté, ce qui en fait un gisement techniquement complexe à exploiter.Le champ pétrolier Al-Shaheen est situé directement à la verticale de l'immense gisement de gaz North Dome, logé dans une strate plus ancienne. Le sommet du gisement se trouve à environ 1 100 mètres de profondeur. Le pétrole qui y est extrait est de qualité moyenne, relativement lourd avec une densité de 30 degrés API, et présente une teneur en soufre élevée, de l’ordre de 1,9 % de soufre.

## Découverte
En 1974, un puits foré par Shell pour produire du gaz du North Dome traverse le gisement Al-Shaheen et du pétrole en est ainsi extrait. Cependant, cette découverte n'est pas considérée comme un gisement commercial. C'est seulement à partir de 1994 que le gisement est vraiment exploré, évalué et délimité par Maersk Oil.

## Exploitation
Maersk a mis en production le gisement, avec des difficultés techniques considérables. Son développement a d'ailleurs été marqué par un record : en 2008 un puits devient le plus long forage du monde avec 12 300 m de longueur totale, dont une partie horizontale de 10 900 m.